# Maulers
Maulers est une commune française située dans le département de l'Oise en région Hauts-de-France.

## Géographie

### Localisation

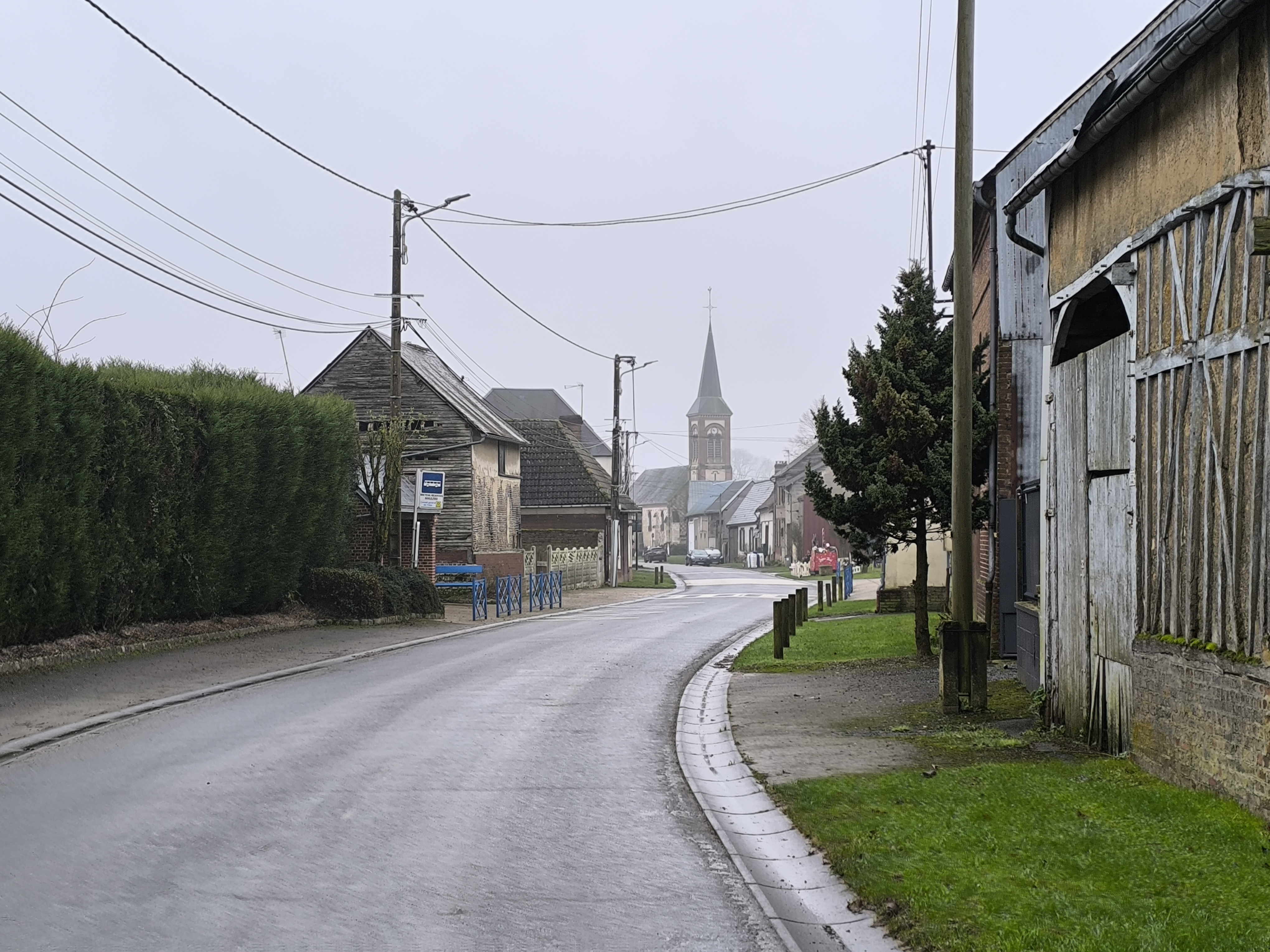
Vue générale du village.

Maulers est un village périurbain picard du Beauvaisis situé à vol d'oiseau à 14 km au nord-est de Beauvais, 10 km au sud-est de Crèvecœur-le-Grand, 39 km au sud d'Amiens, 13 km au sud-ouest de Breteuil et 26 km au nord-ouest de Clermont.
La commune se trouve dans l'aire d'attraction de Beauvais ainsi que dans sa zone d'emploi, et dans le bassin de vie de Breteuil.

### Communes limitrophes
Les communes limitrophes sont  Abbeville-Saint-Lucien, La Neuville-Saint-Pierre, Lachaussée-du-Bois-d'Écu, Luchy, Muidorge et Noirémont.
| Francastel | Lachaussée-du-Bois-d'Écu | Noiremont                |
| Luchy      | Maulers                  | La Neuville-Saint-Pierre |
| Muidorge   | Abbeville-Saint-Lucien   |                          |

### Géologie et relief

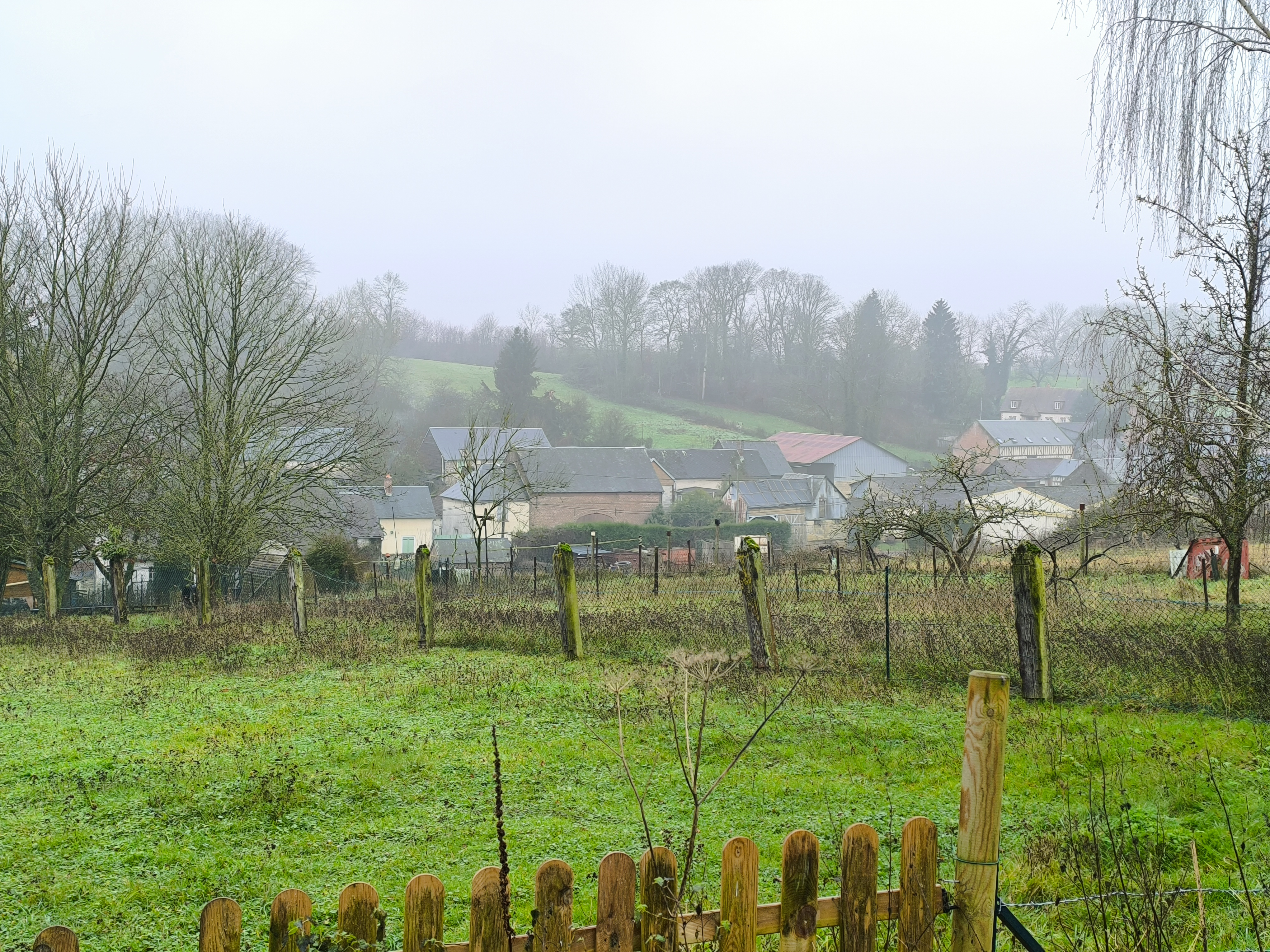
Maulers est niché au fond d'une vallée sèche.

La superficie de la commune est de 7,62 km2 ; son altitude varie de 120  à   167 mètres.
Maulers se trouve au fond d’une vallée sèche.

### Hydrographie

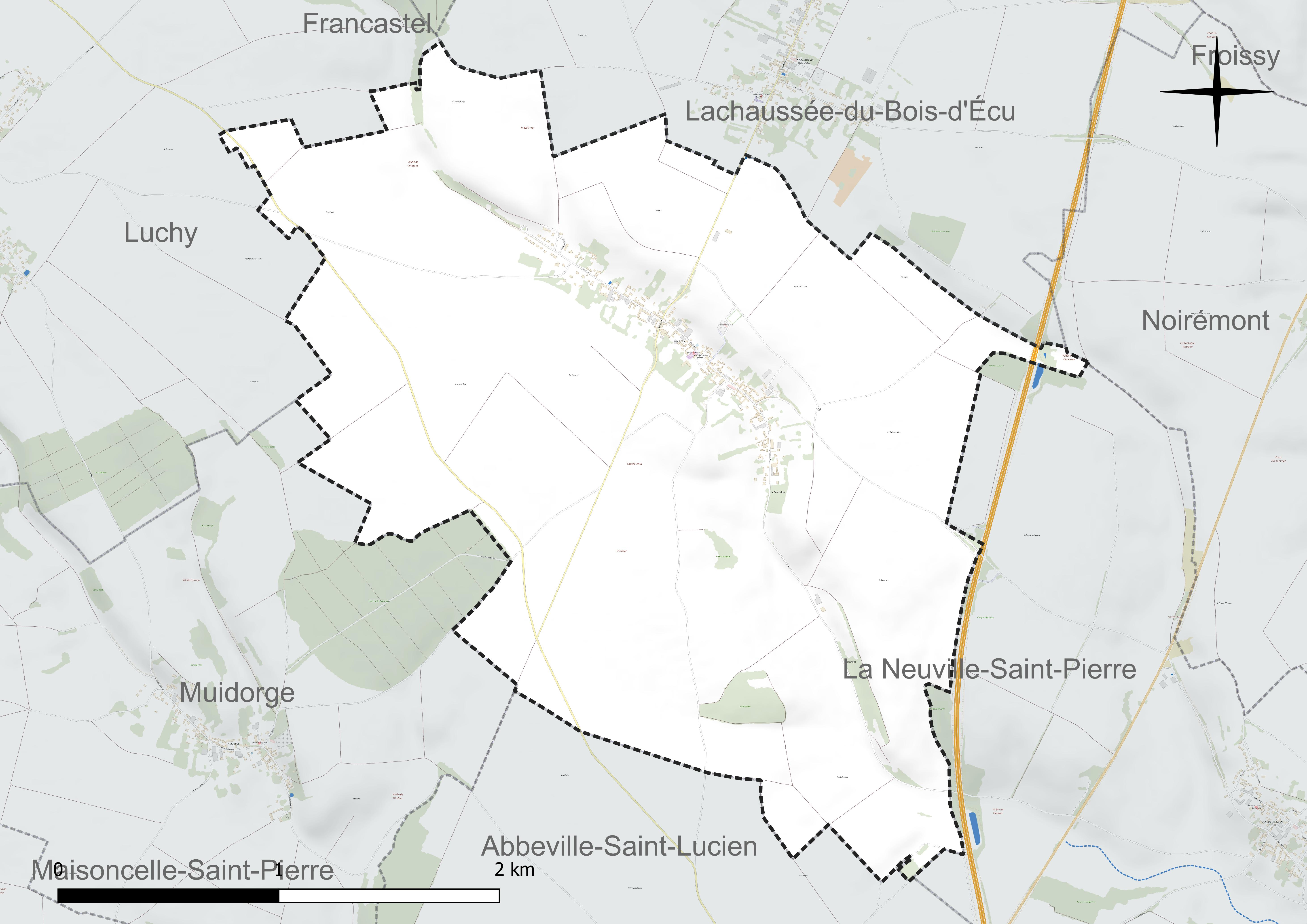
Réseau hydrographique de Maulers.

La commune est située dans le bassin Seine-Normandie.
Elle n'est drainée par aucun cours d'eau,.

### Climat
Pour des articles plus généraux, voir Climat des Hauts-de-France et Climat de l'Oise.
En 2010, le climat de la commune est de type climat océanique dégradé des plaines du Centre et du Nord, selon une étude du CNRS s'appuyant sur une série de données couvrant la période 1971-2000. En 2020, Météo-France publie une typologie des climats de la France métropolitaine dans laquelle la commune est exposée à un climat océanique et est dans la région climatique Nord-est du bassin Parisien, caractérisée par un ensoleillement médiocre, une pluviométrie moyenne régulièrement répartie au cours de l'année et un hiver froid (3 °C).
Pour la période 1971-2000, la température annuelle moyenne est de 10,2 °C, avec une amplitude thermique annuelle de 14,4 °C. Le cumul annuel moyen de précipitations est de 729 mm, avec 11,4 jours de précipitations en janvier et 8 jours en juillet. Pour la période 1991-2020, la température moyenne annuelle observée sur la station météorologique la plus proche, située sur la commune de Tillé à 10 km à vol d'oiseau, est de 11,0 °C et le cumul annuel moyen de précipitations est de 655,5 mm,. Pour l'avenir, les paramètres climatiques de la commune estimés pour 2050 selon différents scénarios d'émission de gaz à effet de serre sont consultables sur un site dédié publié par Météo-France en novembre 2022.

## Urbanisme

### Typologie
Au 1er janvier 2024, Maulers est catégorisée commune rurale à habitat dispersé, selon la nouvelle grille communale de densité à sept niveaux définie par l'Insee en 2022.
Elle est située hors unité urbaine. Par ailleurs la commune fait partie de l'aire d'attraction de Beauvais, dont elle est une commune de la couronne,. Cette aire, qui regroupe 162 communes, est catégorisée dans les aires de 50 000 à moins de 200 000 habitants,.

### Occupation des sols

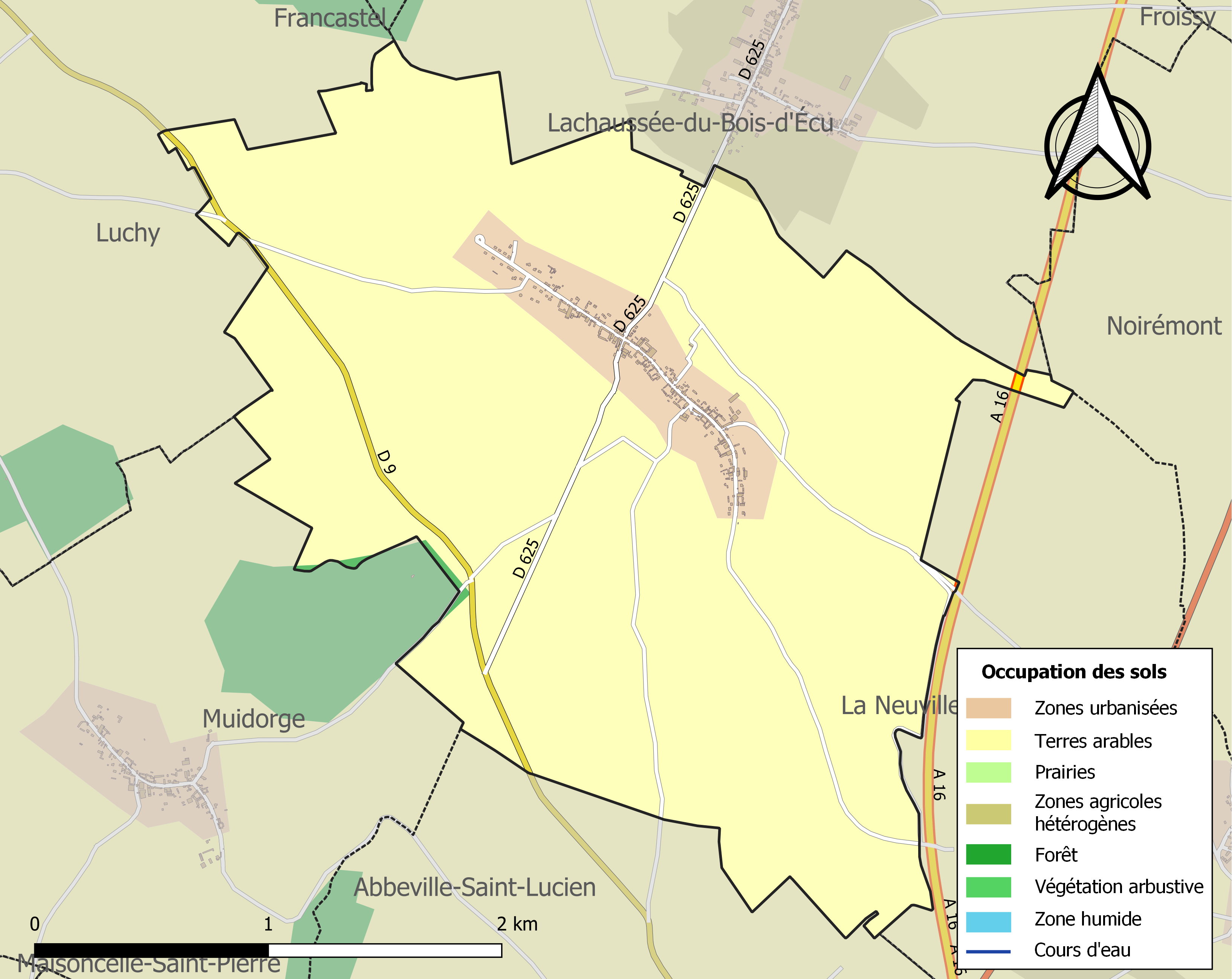
Carte des infrastructures et de l'occupation des sols de la commune en 2018 (CLC).

L'occupation des sols de la commune, telle qu'elle ressort de la base de données européenne d'occupation biophysique des sols Corine Land Cover (CLC), est marquée par l'importance des territoires agricoles (92,8 % en 2018), une proportion sensiblement équivalente à celle de 1990 (93,5 %).
La répartition détaillée en 2018 est la suivante : terres arables (92,6 %), zones urbanisées (7,1 %), zones agricoles hétérogènes (0,2 %), forêts (0,1 %).
L'évolution de l'occupation des sols de la commune et de ses infrastructures peut être observée sur les différentes représentations cartographiques du territoire : la carte de Cassini (XVIIIe siècle), la carte d'état-major (1820-1866) et les cartes ou photos aériennes de l'IGN pour la période actuelle (1950 à aujourd'hui).

### Habitat et logement
En 2021, le nombre total de logements dans la commune était de 129, alors qu'il était de 124 en 2016 et de 83 en 2011.
Parmi ces logements, 89,2 % étaient des résidences principales, 7 % des résidences secondaires et 3,9 % des logements vacants. Ces logements étaient pour 90,1 % d'entre eux des maisons individuelles et pour 9,1 % des appartements.
Le tableau ci-dessous présente la typologie des logements à Maulers en 2021 en comparaison avec celle de l'Oise et de la France entière. Une caractéristique marquante du parc de logements est ainsi une proportion de résidences secondaires et logements occasionnels (7 %) supérieure à celle du département (2,4 %) mais inférieure à celle de la France entière (9,7 %).
| Typologie                                               | Maulers | Oise | France entière |
| ------------------------------------------------------- | ------- | ---- | -------------- |
| Résidences principales (en %)                           | 89,2    | 90,5 | 82,2           |
| Résidences secondaires et logements occasionnels (en %) | 7       | 2,4  | 9,7            |
| Logements vacants (en %)                                | 3,9     | 7    | 8,1            |

### Voies de communication et transports
L'est du territoire communal de Maulers est tangenté par le tracé de l'autoroute A16, et le village est aisément accessible depuis l'ancienne route nationale 1 (actuelle RD 1001) qui relie Beauvais à Amiens.
La commune est desservie, en 2023, par le service de transport à la demande Corolis à la demande - Zone Nord du réseau Corolis et par les lignes 6103, 6114, 6140 du réseau interurbain de l'Oise.

## Toponymie
Le nom de la localité est attesté sous les formes Mallare (1136) ; Malare (1157) ; Malarecum (1195) ; Maularia (XIIe) ; Malaria (1210) ; Malareum (1235) ; Maullers (1258) ; Mallers (1265) ; Maulers (vers 1270) ; de Molaria (XIIIe) ; Maulers la chaussée (1425) ; Molers (1454) ; Maulars (vers 1470) ; Maulart (vers 1547) ; Mollers (1667) ; Maulers saint Lucien (XVIIIe) ; Maulers Lucien (1794)
.
Du latin malus, du picard mal, mau. « (La) mauvaise lande ». Une interprétation propose d'opposer le mauvais de Maulers au bon de Bonlier distant de 8 Km.

## Histoire

### Antiquité
La localité se trouve sur le tracé de la voie romaine reliant Beauvais à Amiens, appelée ici Chaussée Brunehaut.

### Moyen Âge
L'abbaye Saint-Lucien possédait la seigneurie de Maulers sous la protection des comtes de Clermont et avait également le patronage de la cure qui portait le nom de l'abbaye.

### Époque contemporaine
En 1836, on comptait à Maulers trois moulins à vent, et la population vivait du filage de la laine ou de la fabrication de bonneterie.

## Politique et administration

### Rattachements administratifs et électoraux

#### Rattachements administratifs
La commune se trouve depuis 1950 dans l'arrondissement de Beauvais du département de l'Oise.
Elle faisait partie depuis 1802 du canton de Crèvecoeur-le-Grand. Dans le cadre du redécoupage cantonal de 2014 en France, cette circonscription administrative territoriale a disparu, et le canton n'est plus qu'une circonscription électorale.

#### Rattachements électoraux
Pour les élections départementales, la commune fait partie depuis 2014 du canton de Saint-Just-en-Chaussée.
Pour l'élection des députés, elle fait partie de la première circonscription de l'Oise.

### Intercommunalité
La commune faisait partie de la communauté de communes des Vallées de la Brèche et de la Noye créée fin 1992.
Dans le cadre des dispositions de la loi portant nouvelle organisation territoriale de la République (Loi NOTRe) du 7 août 2015, qui prévoit que les établissements publics de coopération intercommunale (EPCI) à fiscalité propre doivent avoir un minimum de 15 000 habitants, le préfet de l'Oise a publié en octobre 2015 un projet de nouveau schéma départemental de coopération intercommunale, qui prévoit la fusion de plusieurs intercommunalités, et notamment celle de Crèvecœur-le-Grand (CCC) et celle des Vallées de la Brèche et de la Noye (CCVBN), soit une intercommunalité de 61 communes pour une population totale de 27 196 habitants.
Après avis favorable de la majorité des conseils communautaires et municipaux concernés(et malgré les souhaits de la commune, qui aurait souhaité être rattachée à la communauté d'agglomération du Beauvaisis), cette intercommunalité dénommée communauté de communes de l'Oise picarde (CCOP)  est créée au 1er janvier 2017 et comprend la commune.
Toutefois, la commune et huit autres, principalement issues de l'ex-CCC, qui font partie de l'aire urbaine de Beauvais, protestent contre leur intégration au sein de la CCOP, et demandent leur rattachement à la communauté d'agglomération du Beauvaisis (CAB), en soulignant leur proximité territoriale avec la ville préfecture, et afin de voir leurs administrés profiter des équipements et des projets portés par la CAB tout en évitant une forte augmentation de leur fiscalité locale liée à l'harmonisation des taux de ces impôts entre l'ex-CCC et l'ex-CCVBN.
Au terme de ce processus, la commune intègre le 1er janvier 2018 la communauté d'agglomération du Beauvaisis, la portant ainsi à 53 communes.

### Liste des maires
| Période                                  | Période                        | Identité             | Étiquette | Qualité                                                                                                 |
| ---------------------------------------- | ------------------------------ | -------------------- | --------- | --- |
| Les données manquantes sont à compléter. |                                |                      |           | |
|                                          |                                |                      |           | |
| mars 2001                                | En cours (au 30 novembre 2023) | Jean-Pierre Sénéchal |           | Agriculteur Vice-président de la CC de Crèvecœur-le-Grand (2014 → 2016) Réélu pour le mandat 2020-2026, |

## Équipements et services publics

### Enseignement
Les enfants de la commune sont scolarisés au sein d'un regroupement pédagogique intercommunal (RPI) qui regroupe Maulers, Lachaussée-du-Bois-d'Écu, Puits-la-Vallée, Oursel-Maison et Muidorge.
Les deux classes situées à Maulers, et jusqu'alors situées à la mairie et dans l'ancien logement de l'instituteur, sont réunies en 2018 dans un nouveau bâtiment de trois classes (la troisième permettant d'accueillir des dédoublements au sein du RPI), une salle informatique et des locaux de service, dénommé école du Bois-Joli. Ce bâtiment a couté 870 000 € dont 350 000 € apportés par le Département. Une subvention a également été apportée par l'État au titre de la DETR, soit 54 % de financement au total. Le bâtiment est surmonté d'une girouette offerte par une entreprise locale.

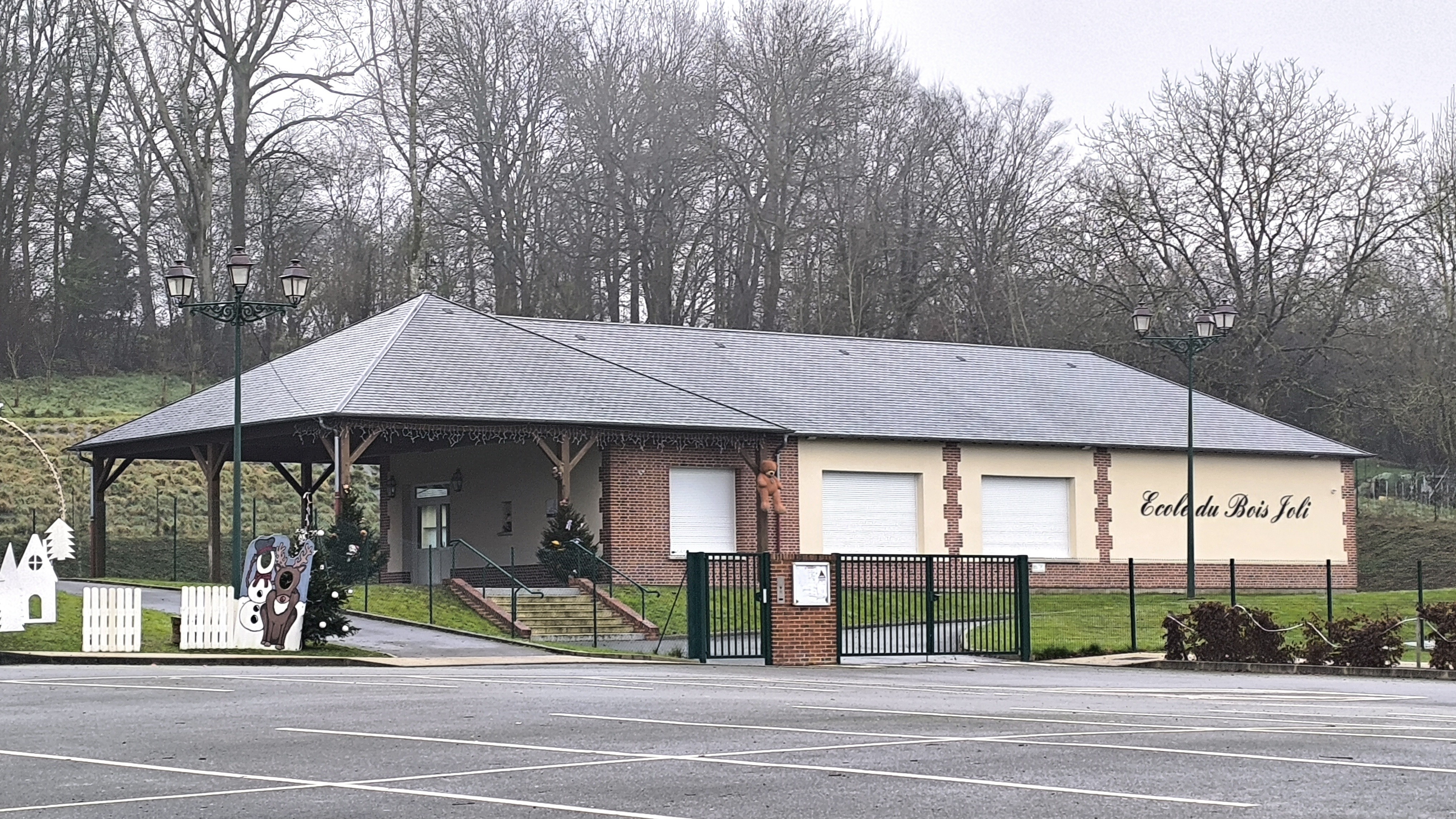
L'école du Bois Joli.
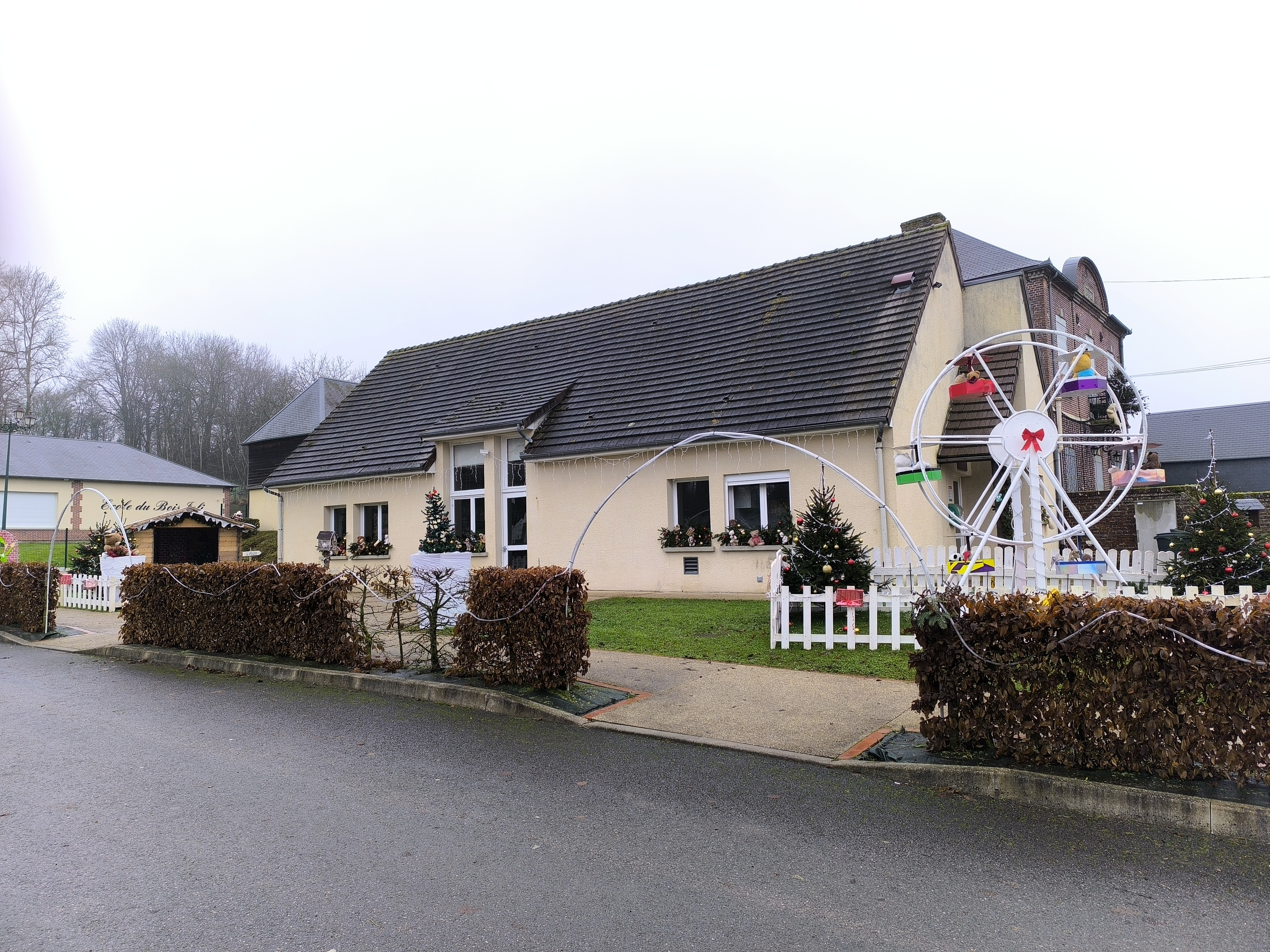
La salle communale.

## Population et société

### Démographie

#### Évolution démographique
L'évolution du nombre d'habitants est connue à travers les recensements de la population effectués dans la commune depuis 1793. Pour les communes de moins de 10 000 habitants, une enquête de recensement portant sur toute la population est réalisée tous les cinq ans, les populations de référence des années intermédiaires étant quant à elles estimées par interpolation ou extrapolation. Pour la commune, le premier recensement exhaustif entrant dans le cadre du nouveau dispositif a été réalisé en 2004.

En 2022, la commune comptait 341 habitants, en évolution de +9,65 % par rapport à 2016 (Oise : +0,87 %, France hors Mayotte : +2,11 %).
| 1793 | 1800 | 1806 | 1821 | 1831 | 1836 | 1841 | 1846 | 1851 |
| ---- | ---- | ---- | ---- | ---- | ---- | ---- | ---- | ---- |
| 431  | 464  | 465  | 435  | 456  | 420  | 390  | 365  | 387  |

| 1856 | 1861 | 1866 | 1872 | 1876 | 1881 | 1886 | 1891 | 1896 |
| ---- | ---- | ---- | ---- | ---- | ---- | ---- | ---- | ---- |
| 391  | 355  | 335  | 323  | 307  | 290  | 296  | 267  | 264  |

| 1901 | 1906 | 1911 | 1921 | 1926 | 1931 | 1936 | 1946 | 1954 |
| ---- | ---- | ---- | ---- | ---- | ---- | ---- | ---- | ---- |
| 249  | 237  | 225  | 193  | 196  | 191  | 194  | 199  | 167  |

| 1962 | 1968 | 1975 | 1982 | 1990 | 1999 | 2004 | 2006 | 2009 |
| ---- | ---- | ---- | ---- | ---- | ---- | ---- | ---- | ---- |
| 158  | 186  | 171  | 163  | 148  | 202  | 189  | 182  | 201  |

| 2014 | 2019 | 2022 | - | - | - | - | - | - |
| ---- | ---- | ---- | - | - | - | - | - | - |
| 299  | 327  | 341  | - | - | - | - | - | - |

#### Pyramide des âges
La population de la commune est relativement jeune.
En 2018, le taux de personnes d'un âge inférieur à 30 ans s'élève à 44,1 %, soit au-dessus de la moyenne départementale (37,3 %). À l'inverse, le taux de personnes d'âge supérieur à 60 ans est de 12,6 % la même année, alors qu'il est de 22,8 % au niveau départemental.
En 2018, la commune comptait 170 hommes pour 152 femmes, soit un taux de 52,8 % d'hommes, largement supérieur au taux départemental (48,89 %).
Les pyramides des âges de la commune et du département s'établissent comme suit.
| Hommes | Classe d’âge | Femmes |
| ------ | ------------ | ------ |
| 0,0    | 90 ou +      | 0,6    |
| 3,5    | 75-89 ans    | 5,2    |
| 9,2    | 60-74 ans    | 6,5    |
| 17,9   | 45-59 ans    | 18,8   |
| 23,1   | 30-44 ans    | 27,3   |
| 16,2   | 15-29 ans    | 11,7   |
| 30,1   | 0-14 ans     | 29,9   |

| Hommes | Classe d’âge | Femmes |
| ------ | ------------ | ------ |
| 0,5    | 90 ou +      | 1,4    |
| 5,5    | 75-89 ans    | 7,6    |
| 15,6   | 60-74 ans    | 16,3   |
| 20,8   | 45-59 ans    | 20     |
| 19,4   | 30-44 ans    | 19,4   |
| 17,6   | 15-29 ans    | 16,2   |
| 20,6   | 0-14 ans     | 19,1   |

## Culture locale et patrimoine

### Lieux et monuments
- L'église Saint-Lucien, dont mes parties les plus anciennes dotent du XIIe siècle dont le clocher en brique de style néo-roman a été refait en 1810. Deux fenêtres de la nef, de style gothique flamboyant, datent du XVIe siècle. Le chœur, qui semble remonter aux années 1140, présente un grand intérêt avec ses deux travées inégales couvertes de croisée d'ogives retombant aux angles sur des colonnettes, tandis que les deux arcs-doubleaux, à peine brisés à la clef, sont reçus sur des pilastres[37],[2].
Ses fonts baptismaux  Classé MH (1913)[38], constitués d'une cuve posée sur un support cantonné de quatre colonnettes montées sur des bases et couronnées de chapiteaux, datent du XVe siècle.

- La chapelle Saint-Clair du cimetière, rétablie en 1744, était au début du XIXe siècle un lieu de pèlerinage qui attirait du 17 au 26 juillet environ deux mille personnes[17].

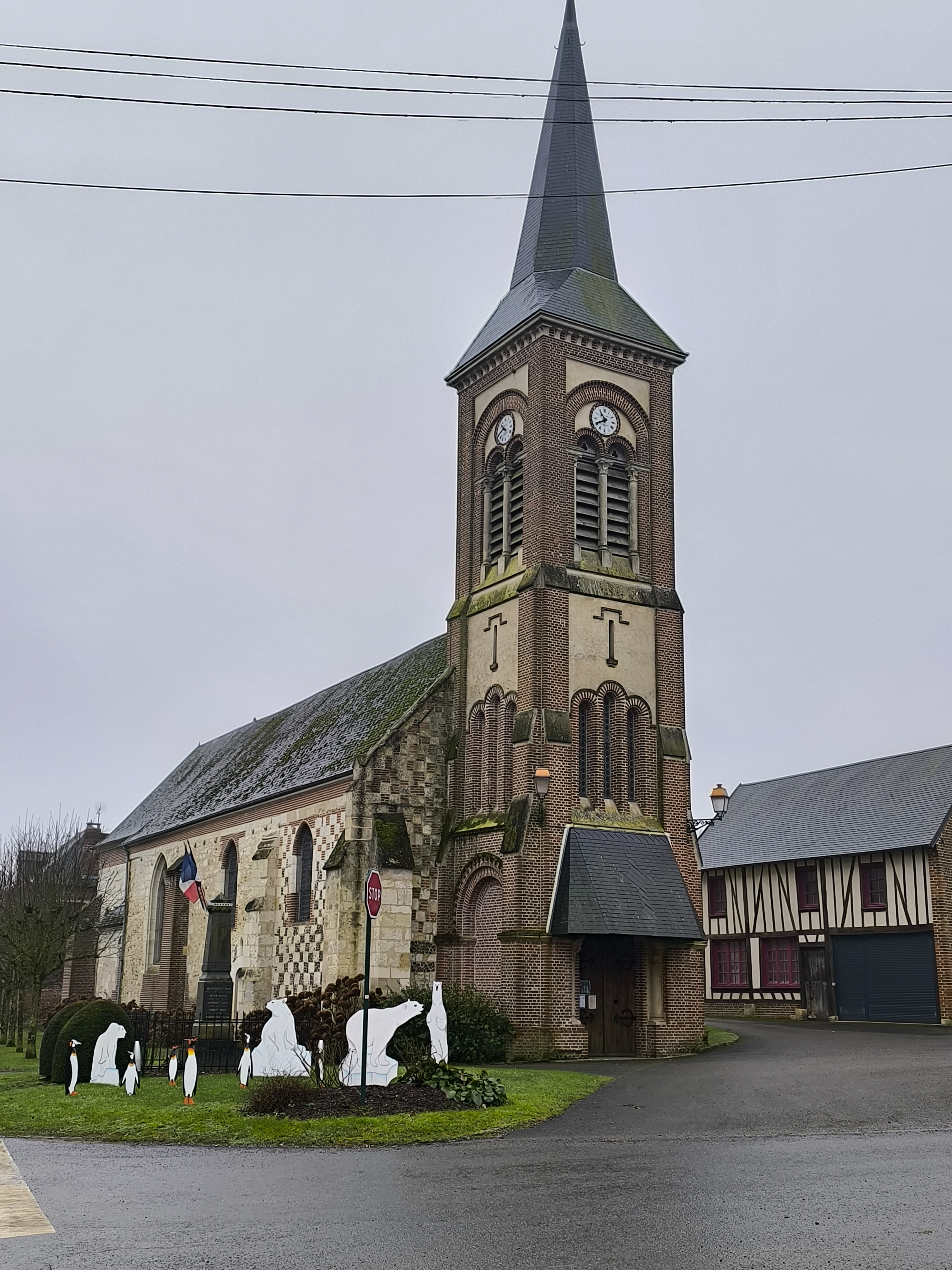
L'église Saint-Lucien.
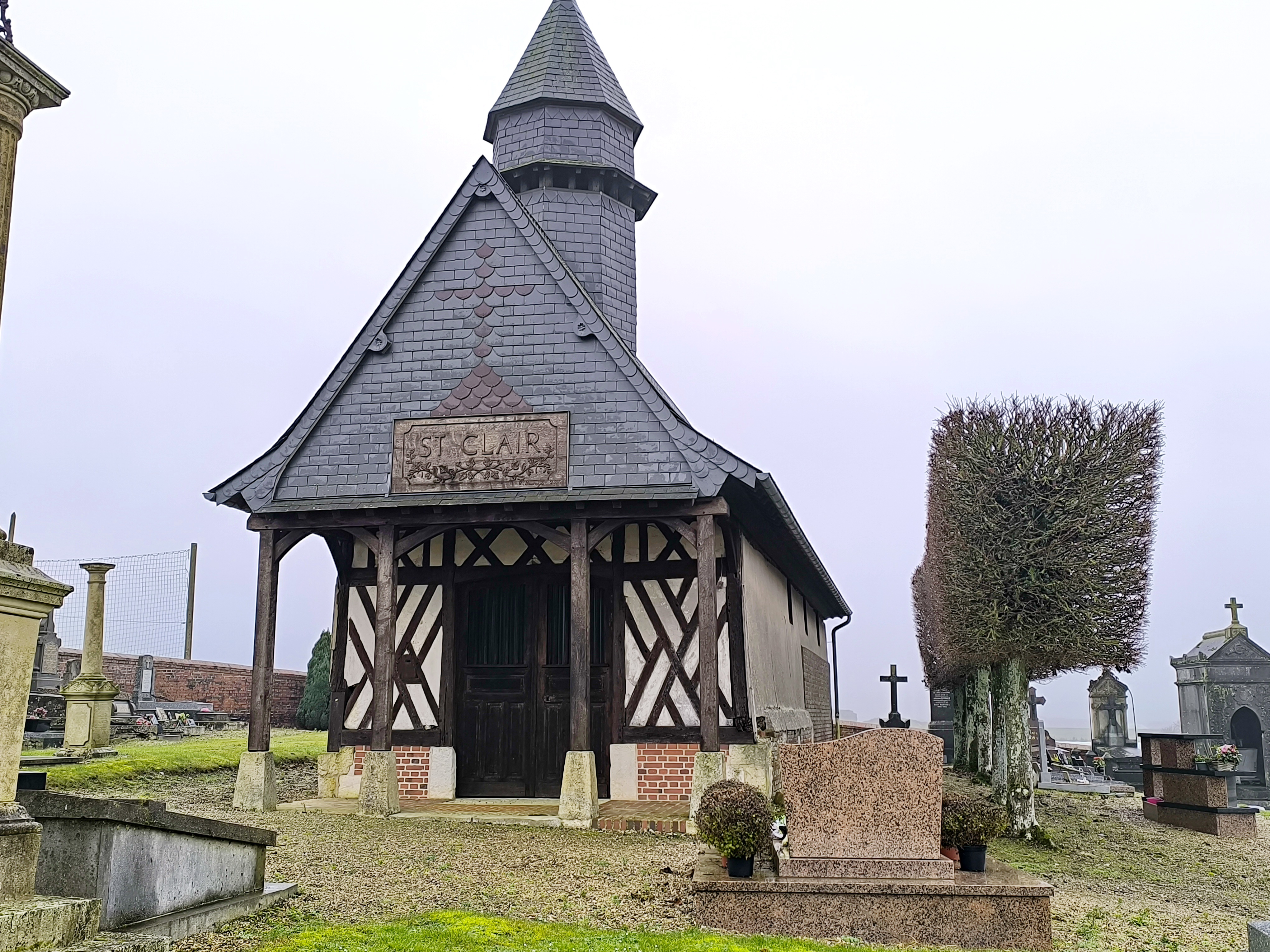
La chapelle Saint-Clair.
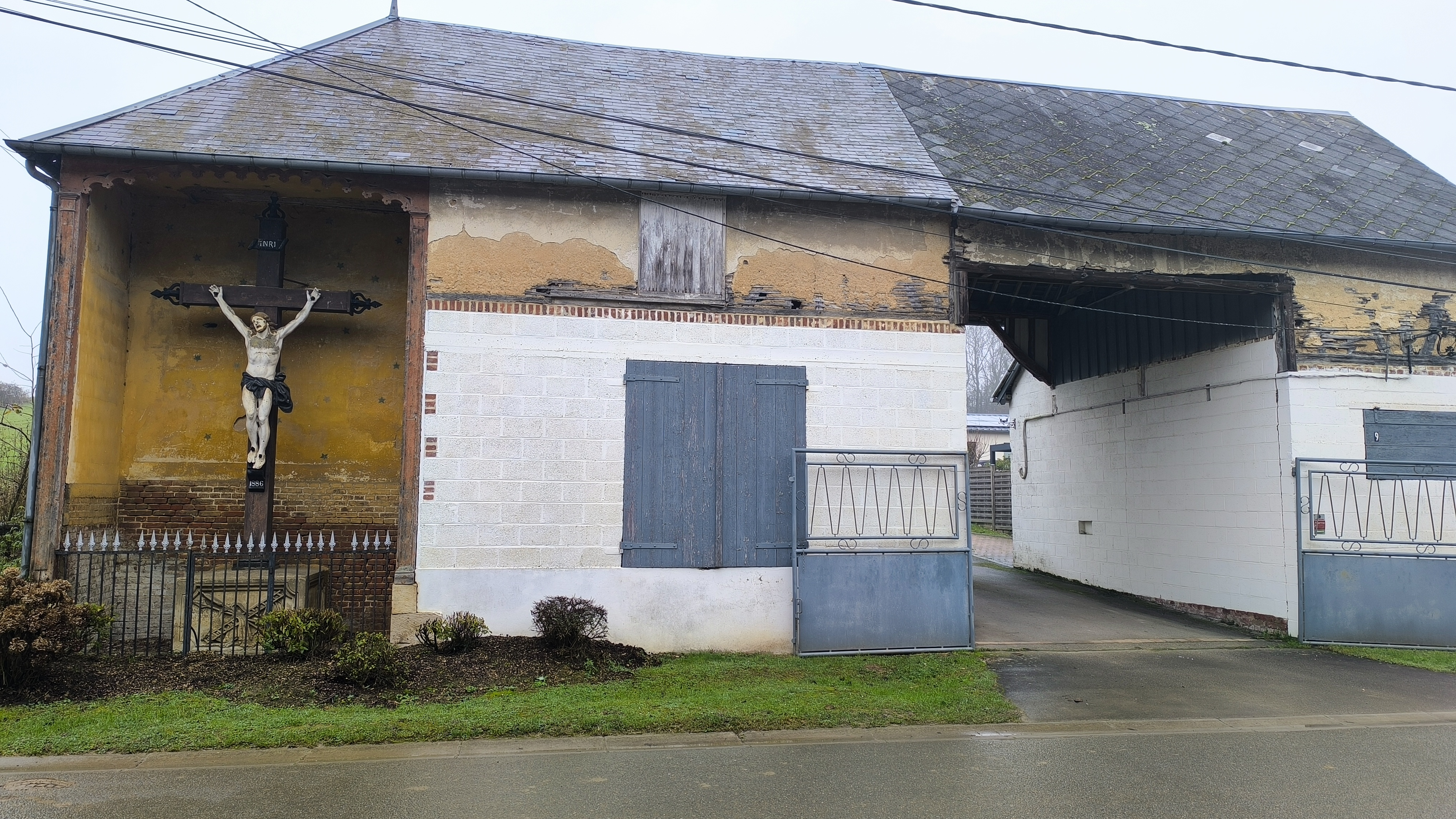
Grange au calvaire.
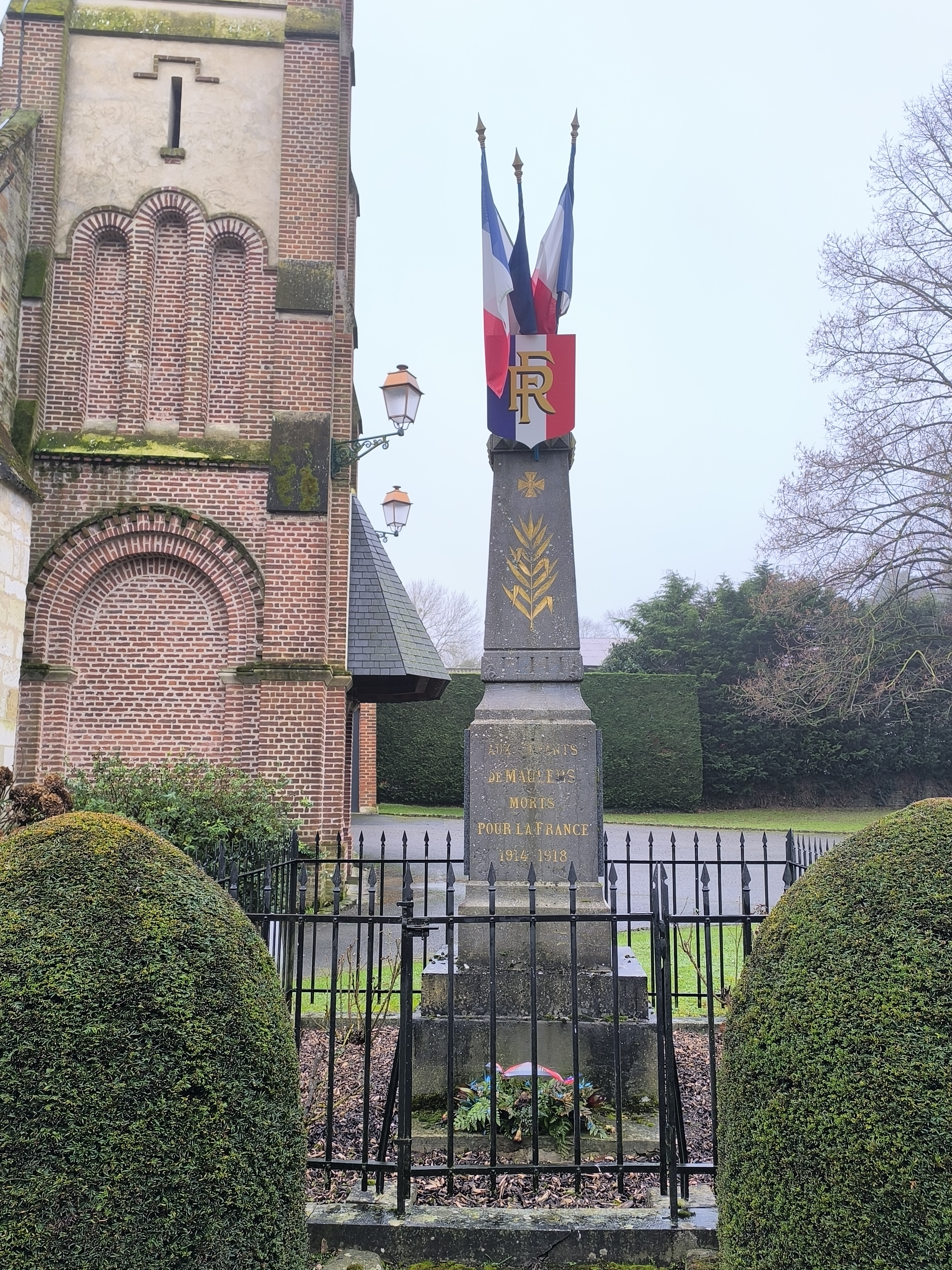
Le monument aux morts, devant l'église.

### Héraldique
| Blason de Maulers | Blason  | De gueules à trois chevrons d'or.                |
| Blason de Maulers | Détails | Le statut officiel du blason reste à déterminer. |

## Pour approfondir